# Перепелиця строкатобока
Перепелиця строкатобока (Callipepla squamata) — вид куроподібних птахів родини токрових (Odontophoridae).

## Поширення
Вид поширений в Північній Америці. В США він трапляється в південно-східному Колорадо, на південному заході штату Канзас, у більшій частині Нью-Мексико, на півдні Аризони, на заході Техасу і в штаті Оклахома. В Мексиці живе на більшій частині штатів Коауїла, Нуево-Леон, Сан-Луїс-Потосі, Сакатекас та Агуаскальєнтес, на північному сході штатів Сонора, Чіуауа та Дуранго, на півночі штатів Халіско, Гуанахуато, Керетаро, в центральній частині штату Тамауліпас і зрідка також на півночі штатів Веракрус та Ідальго. Мешкає в пустельних районах з чагарниковою і колючою рослинністю.

## Опис
Птах міцної статури і середнього розміру з короткими крилами та хвостом. Тіло завдовжки приблизно 25 см, вагою 190 г. Назва виду пов'язана з характерним забарвленням пір'я шиї та грудей, які окантовані чорним та світлим кольором, що тяжіє до синього в центральній частині. Спина, хвіст і крила світло-коричневі з деякими білими плямами, особливо на крилах. Голова світло-коричневого кольору, її увінчує короткий гребінь коричневого пір'я з білими кінчиками.

## Спосіб життя
Трапляється парами або групами до 20 птахів. Більшу частину часу проводить на землі, літає неохоче. Вночі сидить на гілках чагарників. Живиться насінням, листям, плодами, у сезон розмноження поїдає також комах. Утворює моногамні пари. Гніздо має вигляд неглибокої ямки у ґрунті, захищеної високою рослинністю. У кладці 10-12 яєць. Інкубація триває 22 дні. Зазвичай, всі яйця вилуплюються одночасно. Обидва батьки піклуються про потомство.